# Віньюелас
Віньюелас (ісп. Viñuelas) — муніципалітет в Іспанії, у складі автономної спільноти Кастилія-Ла-Манча, у провінції Гвадалахара. Населення — 128 осіб (2010).
Муніципалітет розташований на відстані близько 50 км на північний схід від Мадрида, 23 км на північний захід від Гвадалахари.

## Демографія
Динаміка населення (INE ):

## Галерея зображень

Розташування муніципалітету у провінції Гвадалахара